# Bigorne, Magueija e Pretarouca
Bigorne, Magueija e Pretarouca est une paroisse civile portugaise (en portugais : freguesia) de la municipalité de Lamego dans le district de Viseu. Elle est créée en 2013, par fusion des paroisses de Bigorne, Magueija et Pretarouca.

## Géographie
La paroisse est arrosée par le Rio Balsemão (pt), affluent du Rio Varosa (pt) et sous-affluent du Douro. Un lac de barrage sur le Rio Balsemão se trouve à proximité de Pretarouca.

## Histoire
La paroisse est créée par la loi no 11-A/2013 du 28 janvier 2013 portant réorganisation administrative du territoire des freguesias, en fusionnant les paroisses de Bigorne, Magueija et Pretarouca. Son nom officiel est União das Freguesias de Bigorne, Magueija e Pretarouca et son siège est fixé à Magueija.

## Démographie
Lors du recensement de 2021, Bigorne, Magueija e Pretarouca compte 575 habitants.